# Gordon Murray
Gordon Murray (Durban, África do Sul, 18 de junho de 1946) é um renomado designer de carros de Fórmula 1, tendo também concebido as linhas de modelos de passeio como o McLaren F1. Murray foi projetista da equipe Brabham entre 1973 e 1985, onde desenhou o revolucionário Brabham BT46B, conhecido como "fan car" (do inglês "carro-ventilador"), e os vencedores Brabham BT49 e Brabham BT52, de 1981 e 1983, com os quais Nelson Piquet foi duas vezes campeão na Fórmula 1.

## Biografia
Em parceria com o projetista Steve Nichols, foi o responsável pelo design do famoso McLaren MP4/4, que foi pilotado por Alain Prost e por Ayrton Senna, durante a temporada de Fórmula 1, de 1988. Naquele ano, referido carro venceu 15, das 16 provas do calendário da F1, tornando-se um dos carros mais vencedores daquela categoria.
Trabalhou no seu estúdio Gordon Murray Design está desenvolvendo um modelo urbano ultracompacto conhecido como T25.
Projectou o protótipo  (Gordon Murray Automotive) GMA T-50 com motor Cosworth V12  de 3,9 litros, que partilha muitas similaridades com o McLaren F1, entre elas, a ventoinha na traseira, tal como acontecia no Brabham BT46B.